# Tuża
Tuża (ros. Тужа) – osiedle typu miejskiego w Rosji, w obwodzie kirowskim, ośrodek administracyjny rejonu tużyńskiego. W 2010 liczyło 4568 mieszkańców.